# Oskar Jerschke
Oskar Jerschke (* 17. Juli 1861 in Lähn, Niederschlesien; † 24. August 1928 in Bozen) war ein deutscher Rechtsanwalt und Dramatiker.

## Leben
Jerschke war Sohn eines Festungsbaumeisters. In der Obhut seines Onkels Paul Dihm, Superintendent in Spiller,  Kreis Löwenberg i. Schles., besuchte Jerschke das Gymnasium in  Hirschberg. Mit seinem Vater übersiedelte er nach Straßburg. Nachdem er dort im Herbst 1880 das Abitur gemacht hatte, begann er an der  Kaiser-Wilhelms-Universität Rechtswissenschaft zu studieren. Im Sommersemester 1881 war er einer der ersten Aktiven der  Freien Verbindung Vogesina. Er wechselte an die  Friedrich-Wilhelms-Universität zu Berlin. Dort redigierte er die 1881 gegründete Kyffhäuser-Zeitung vom Verband der Vereine Deutscher Studenten.

### Straßburg
Im August 1884 bestand er am Oberlandesgericht Colmar die Erste Juristische Staatsprüfung. Am 1. Oktober 1884 rückte er als Einjährig-Freiwilliger beim Infanterie-Regiment „König Ludwig III. von Bayern“ (2. Niederschlesisches) Nr. 47 ein. Wegen seiner Verdienste um die Rekonstitution des Corps Palaio-Alsatia erhielt er am 28. Mai 1886 dessen Corpsschleife. Im Herbst 1886 kam er als Leutnant zum Infanterie-Regiment „Markgraf Karl“ (7. Brandenburgisches) Nr. 60 in Weißenburg (Elsass). Nachdem er Anfang 1888 das Assessorexamen bestanden hatte, ließ er sich als Rechtsanwalt in Straßburg nieder. Als „glänzender Redner und hervorragender Strafverteidiger“ kam er zu hohem Ansehen. Er lebte und arbeitete in seinem Elternhaus, einer Villa mit 22 Zimmern in der Straßburger Tivolistraße. Seinem Corpsbruder Willibald Baacke hatte er bereits vor dem Studienabschluss die Mitarbeit in seiner Kanzlei angeboten. Baacke heiratete eine „halbjüdische“ Nichte von Jerschkes Frau Marie geb. Katz. Von August 1914 bis November 1918 nahm Jerschke am Ersten Weltkrieg teil. Als Oberleutnant und Hauptmann der Landwehr war er Adjutant bei der Hafenkommandantur in Straßburg. 1917 erhielt er das Eiserne Kreuz II. Klasse.

### Berlin
Als die Familie Jerschke aus dem Elsass vertrieben wurde, stand Baacke ihr hilfreich bei. Jerschke hielt sich zunächst im Sanatorium Rockenau, dann in Eberbach und in Darmstadt auf. 1920 eröffnete er mit Baacke eine neue Kanzlei in Berlin. Ab Herbst 1921 war er im Feststellungsausschuss für Kriegsschäden und von April 1922 bis zum Herbst 1923 im Reichsentschädigungsamt tätig. In Berlin nahm Jerschke seine bühnenschriftstellerische Arbeit wieder auf; aber nach der Vertreibung aus dem ehemaligen Reichsland Elsass-Lothringen und seinem Elternhaus war er ein gebrochener Mann. Er starb mit 67 Jahren im Bozener Stadtteil Gries-Quirein.

## Dramatiker
Berühmt wurde Jerschke durch die dichterische Arbeitsgemeinschaft mit seinem Jugendfreund Arno Holz. Damals noch ein unbekannter junger Mann, gehörte Holz zum Schriftstellerkreis „Konsequenter Naturalist“. Mit seinen Elaboraten kam er nicht voran. „Er lebte lieber in seiner Dachstube und litt Hunger, als auch nur einen Fuß breit Boden seiner Kunst preiszugeben.“ Jerschke half ihm aus der schlimmsten Not, indem er mit ihm Stücke schrieb, die von Holz’ strengen Forderungen abwichen und der Publikumswirkung entgegenkamen. Das bekannteste Stück dieser Gemeinschaftsproduktion war Traumulus. Die Uraufführung dieser Tragikomödie war am 29. April 1904 am Lessingtheater (Berlin). Albert Bassermann, der damals größte Schauspieler, erzielte eine erschütternde Wirkung. Traumulus, dem Professor Unrat ähnlich, wurde an vielen Bühnen gespielt und in den 1920er und 1930er Jahren mindestens zweimal verfilmt, unter anderem mit Emil Jannings (1935).

„Es ist die tragische Komödie eines weltblinden deutschen Gymnasialprofessors, der gerade den gutwilligsten seiner unruhigen Studenten in den Tod treibt. Das Stück enthält einige die jugendliche Opposition gegen das wilhelminische Reich bezeichnende Züge; aber seine Schwäche liegt in dem unbewältigten Miteinander und Gegeneinander von Protest und Einverständnis. Die Bibel, Homer und das deutsche Kommersbuch bleiben sowohl die Stützen der Gesellschaft wie diejenigen des Weltbilds der Autoren, so dass statt Tragik Melodramatik entsteht.“

## Werke
- Gaudeamus, Schauspiel
- mit Arno Holz: Frei! Männerkomödie in 4 Aufzügen. München 1907
- mit Arno Holz: Büxl, Komödie. Dresden 1911 (in den 1920er Jahren Zugstück an der Neuen Wiener Bühne)
- mit Arno Holz: Deutsche Weisen, 1884
- Mein deutsches Vaterland. München 1916.
- mit Arno Holz: Deutsche Bühnenspiele (Traumulus und Büxl). Dresden 1922.